# Ровеньо
Ровеньо (итал. Rovegno) — коммуна в Италии, располагается в регионе Лигурия, в провинции Генуя.
Население составляет 577 человек (2008 г.), плотность населения составляет 13 чел./км². Занимает площадь 43 км². Почтовый индекс — 16028. Телефонный код — 010.
Покровителем коммуны почитается святой Иоанн Креститель, празднование 24 июня.

## Демография
Динамика населения:

## Администрация коммуны
- Официальный сайт: http://www.comune.rovegno.ge.it